# Liberty (Carolina del Sud)
Liberty è un comune degli Stati Uniti d'America, situato in Carolina del Sud, nella Contea di Pickens.